# Шейх-Махале (Астара)
Шейх-Махале (перс. شيخ محله) — село в Ірані, у дегестані Вірмуні, в Центральному бахші, шагрестані Астара остану Ґілян. За даними перепису 2006 року, його населення становило 873 особи, що проживали у складі 202 сімей.

## Клімат
Середня річна температура становить 13,04°C, середня максимальна – 27,37°C, а середня мінімальна – -1,18°C. Середня річна кількість опадів – 297 мм.
| Клімат поселення                              | Клімат поселення | Клімат поселення | Клімат поселення | Клімат поселення | Клімат поселення | Клімат поселення | Клімат поселення | Клімат поселення | Клімат поселення | Клімат поселення | Клімат поселення | Клімат поселення | Клімат поселення |
| Показник                                      | Січ.             | Лют.             | Бер.             | Квіт.            | Трав.            | Черв.            | Лип.             | Серп.            | Вер.             | Жовт.            | Лист.            | Груд.            |                  |
| Середній максимум, °C                         | 6,57             | 7,40             | 10,84            | 16,13            | 20,45            | 24,02            | 27,37            | 27,13            | 24,15            | 19,38            | 14,34            | 9,65             |                  |
| Середня температура, °C                       | 2,68             | 3,54             | 6,96             | 12,25            | 16,56            | 20,15            | 22,77            | 22,52            | 19,56            | 14,78            | 9,73             | 5,05             |                  |
| Середній мінімум, °C                          | −1,18            | −0,35            | 3,08             | 8,38             | 12,70            | 16,26            | 18,15            | 17,92            | 14,94            | 10,16            | 5,12             | 0,44             |                  |
| Норма опадів, мм                              | 30               | 31               | 42               | 29               | 29               | 13               | 10               | 11               | 15               | 27               | 28               | 32               |                  |
| Середньомісячна швидкість вітру, м/с          | 1.57             | 2.22             | 2.95             | 3.05             | 2.36             | 2.26             | 2.32             | 2.08             | 1.79             | 1.96             | 1.90             | 1.68             |                  |
| Середньомісячна сонячна радіація, кДж/м²·день | 8831             | 11322            | 13757            | 16843            | 20345            | 22728            | 22865            | 21258            | 18064            | 13538            | 10193            | 8397             |                  |
| --------------------------------------------- | ---------------- | ---------------- | ---------------- | ---------------- | ---------------- | ---------------- | ---------------- | ---------------- | ---------------- | ---------------- | ---------------- | ---------------- | ---------------- |
| Джерело:                                      |                  |                  |                  |                  |                  |                  |                  |                  |                  |                  |                  |                  |                  |